# کیت آرمسترانگ (بازیکن فوتبال)
کیت آرمسترانگ (انگلیسی: Keith Armstrong؛ زادهٔ ۱۱ اکتبر ۱۹۵۷) بازیکن سابق و مربی فوتبال اهل فنلاند است.
از باشگاه‌هایی که در آن بازی کرده‌است می‌توان به باشگاه فوتبال اسکانتورپ یونایتد، باشگاه فوتبال ساندرلند، و باشگاه فوتبال نیوپورت کانتی اشاره کرد.